# 정근옹주
정근옹주(貞謹翁主, 1599년? ~ 1613년 음력 7월 11일)는 조선의 왕족이다. 선조와 정빈 민씨의 딸이다.

## 생애

### 가계
조선의 제14대 왕 선조와 후궁 정빈 민씨의 3녀이며, 생년은 명확하지 않다. 성은 이, 본관은 전주이다.
생모 정빈 민씨는 여흥 민씨 민사준의 딸로, 1580년(선조 13년) 음력 5월 26일 종2품 숙의로 정식 간택되어 입궁하였다. 민씨는 선조와의 사이에서 정근옹주를 비롯한 2남 3녀를 낳았다.

### 옹주 시절
1610년(광해군 2년) 음력 9월 19일 광해군이 정근옹주의 남편을 간택하기 위해 11세부터 16세까지의 남성을 대상으로 간택 단자를 내도록 하였고, 이듬해인 1611년(광해군 3년) 음력 5월 21일 대사헌 등 여러 관직을 역임한 선산 김씨 김신원(또는 김이원)의 아들 김극빈으로 남편이 정해졌다. 이때 김극빈은 일선위에 봉해졌다.
그러나 정근옹주는 혼인 2년 뒤인 1613년(광해군 5년) 음력 7월 11일 사망하였다. 옹주가 죽자 광해군은 차자를 올리는 것과 모든 하례를 미루도록 하였다. 정근옹주는 자녀가 없어 김극빈의 조카 김세필로 그 후사를 이었다. 그러나 김세필 또한 아들을 낳지 못해 다시 일가 친척 김구상으로 하여금 그 뒤를 잇게 하였다.

### 묘소
현재 정근옹주의 묘소는 경기도 양평군 강상면 병산리에 있다. 남편 김극빈의 묘와 나란히 위치하고 있으며, 망주석과 문인석 등이 있다. 그러나 묘비는 없고, 다만 묘비가 있었던 것을 짐작케 하는 흔적인 비좌만이 남아있다.

## 가족 관계
친정 
- 아버지 : 제14대 선조(宣祖, 1552~1608, 재위 1567~1608)
- 어머니 : 정빈 민씨(靜嬪 閔氏, 1567~1626)
  - 오빠 : 인성군 공(仁城君 珙, 1588~1628)
  - 언니 : 정인옹주(貞仁翁主, 1590~1656)
  - 언니 : 정선옹주(貞善翁主, 1594~1614)
  - 동생 : 인흥군 영(仁興君 瑛, 1604~1651)

 시가 
- 시아버지 : 김이원(金履元, 1553~1614)
- 시어머니 : 강릉 김씨 김광렬(金光烈)의 딸(? ~1633)
  - 부마 : 김극빈(金克鑌, 1600~1628)
    - 양자 : 김세필(金世泌, 생몰년 미상)